# Niklaus Oberholzer (Kunsthistoriker)
Niklaus Oberholzer (* 1940 in Uznach) ist ein Schweizer Kunsthistoriker.
Oberholzer studierte Kunst- und deutsche Literaturgeschichte und promovierte 1969 über das Michelangelo-Bild in der deutschen Literatur. Zuerst war er Redaktor beim Aargauer Volksblatt. 1974 wurde er Leiter des Kulturressorts des Vaterland, der Luzerner Zeitung und der Neuen Luzerner Zeitung. Er war Mitglied des Stiftungsrates von Pro Helvetia. Für seine Arbeit als Kunstvermittler wurde Oberholzer 1996 mit dem Anerkennungspreis des Eidgenössischen Departements des Inneren ausgezeichnet. Als freier Publizist schreibt er für Medien und Verlage.

## Werke (Auswahl)
- Das Michelangelo-Bild in der deutschen Literatur. Beitrag zur Geschichte der Künstlerdichtung. Universitätsverlag, Freiburg / Schweiz 1969. (Seges; 12).
- Anton Egloff: Skulpturen und Zeichnungen. [Katalog zur Ausstellung], 6. April 1986-25. Mai 1986. Museum zu Allerheiligen, Schaffhausen 1986.